# Liste der Luftkurorte in Bayern
| Gemeinde                | Landkreis               | Regierungsbezirk | Die Angaben bezeichnen die Gemeindeteile, auf die die Anerkennung beschränkt ist. |
| ----------------------- | ----------------------- | ---------------- | --- |
| Ainring                 | Berchtesgadener Land    | Oberbayern       | Ainring, Adelstetten, An der Straß, Au, Berg, Bicheln, Bichlbruck, Bruch, Ed, Eschlberg, Feldkirchen, Fürberg, Gepping, Hagenau, Hammerau, Haumoning, Heidenpoint, Hofer, Hort, Kohlstatt, Langacker, Mitterfelden, Moos, Mühlreit, Mühlstatt, Mürack, Perach, Pirach, Rabling, Rauchenbücheln, Reit, Schiffmoning, Schmiding, Simonshäusl, Ulrichshögl, Wiesbach |
| Arrach                  | Cham                    | Oberpfalz        | |
| Aschau im Chiemgau      | Rosenheim               | Oberbayern       | - ohne das eingegliederte Gebiet der ehemaligen Gemeinde Sachrang und ohne die Gemeindeteile Grünwald, Höhenberg, Seehaus, Spöck und Weiher - |
| Bad Endorf              | Rosenheim               | Oberbayern       | Bad Endorf, Anzing, Bergham, Dorfbach, Eisenbartling, Engling, Hemberg, Hofham, Jolling, Kurf, Landing, Patersdorf, Stetten, Stock, Stockham, Teisenham |
| Bayerisch Eisenstein    | Regen                   | Niederbayern     | Gebiet der ehemaligen Gemeinde Bayerisch Eisenstein |
| Bad Bayersoien          | Garmisch-Partenkirchen  | Oberbayern       | Bad Bayersoien |
| Bad Griesbach im Rottal | Passau                  | Niederbayern     | |
| Bergen                  | Traunstein              | Oberbayern       | - mit Ausnahme der Gemeindeteile Holzhausen, Leiten und Irlach |
| Bernau am Chiemsee      | Rosenheim               | Oberbayern       | - ohne das eingegliederte Gebiet der ehemaligen Gemeinde Hittenkirchen - |
| Brannenburg             | Rosenheim               | Oberbayern       | - ohne das eingegliederte Gebiet der ehemaligen Gemeinde Großbrannenberg - |
| Buchenberg              | Oberallgäu              | Schwaben         | Gemeindeteil Buchenberg |
| Chieming                | Traunstein              | Oberbayern       | Ising, Arlaching, Fehling, Holzmann, Kainrading, Tabing, Thauernhausen, Wald, Wimpersing |
| Dießen am Ammersee      | Landsberg am Lech       | Oberbayern       | Dießen am Ammersee |
| Eging am See            | Passau                  | Niederbayern     | - ohne das eingegliederte Gebiet der ehemaligen Gemeinde Garham - |
| Egloffstein             | Forchheim               | Oberfranken      | - ohne die eingegliederten Gebiete der ehemaligen Gemeinden Affalterthal, Bieberbach, Hundshaupten und Zaunsbach - |
| Ettal                   | Garmisch-Partenkirchen  | Oberbayern       | |
| Falkenstein             | Cham                    | Oberpfalz        | |
| Farchant                | Garmisch-Partenkirchen  | Oberbayern       | |
| Fichtelberg             | Bayreuth                | Oberfranken      | |
| Freyung                 | Freyung-Grafenau        | Niederbayern     | - ohne das eingegliederte Gebiet der ehemaligen Gemeinde Kumreut - |
| Füssen                  | Ostallgäu               | Schwaben         | Gebiet der ehemaligen Gemeinde Hopfen am See; Stadtteile Bachthal, Benken, Brand, Hinteregg, Hof, Hub, Hubmannsegg, Moos, Niederried, Oberdeusch, Oberkirch, Oberried, Roßmoos, Schwarzenbach, See, Spöttl, Steigmühle, Thal, Unterdeusch, Vorderegg, Weißensee, Wiedmar, Wies und Wörth |
| Gößweinstein            | Forchheim               | Oberfranken      | |
| Grafenau                | Freyung-Grafenau        | Niederbayern     | Grafenau, Rosenau, Aufeld, Auwies, Einberg, Großarmschlag, Grüb, Grüberschlag, Judenhof, Kaltenberg, Langfeld, Reismühle, Schildertschlag, Steinscharten, Neudorf, Arfenreuth, Elmberg, Grotting, Kleblmühle, Lichteneck, Lindenhof, Seiboldenreuth und das Gebiet der ehemaligen Gemeinde Schlag - ausgenommen der Gemeindeteil Elsenthal - |
| Grainau                 | Garmisch-Partenkirchen  | Oberbayern       | |
| Grassau                 | Traunstein              | Oberbayern       | |
| Hauzenberg              | Passau                  | Niederbayern     | außer Industriegebiet Jahrdorf |
| Heigenbrücken           | Aschaffenburg           | Unterfranken     | Heigenbrücken |
| Immenstadt im Allgäu    | Oberallgäu              | Schwaben         | Bühl a.Alpsee, Geschwend, Hub, Reuter, Rieder, Zaumberg |
| Inzell                  | Traunstein              | Oberbayern       | |
| Kiefersfelden           | Rosenheim               | Oberbayern       | |
| Kochel am See           | Bad Tölz-Wolfratshausen | Oberbayern       | |
| Kötzting                | Cham                    | Oberpfalz        | Kötzting |
| Lam                     | Cham                    | Oberpfalz        | - ohne das eingegliederte Gebiet der ehemaligen Gemeinde Engelshütt - |
| Lenggries               | Bad Tölz-Wolfratshausen | Oberbayern       | |
| Lindau (Bodensee)       | Lindau (Bodensee)       | Schwaben         | - ohne das nördlich der Eisenbahnlinie gelegene Teilgebiet Zech und den Gemeindeteil Oberreitnau und Unterreitnau - |
| Lindenberg im Allgäu    | Lindau (Bodensee)       | Schwaben         | nur Stadtteil Ratzenberg |
| Marquartstein           | Traunstein              | Oberbayern       | |
| Missen-Wilhams          | Oberallgäu              | Schwaben         | Gemeindeteile Missen, Aigis, Geratsried, Oberstixner, Unterstixner, Wiederhofen, Wilhams |
| Mittenwald              | Garmisch-Partenkirchen  | Oberbayern       | |
| Mitterfels              | Straubing-Bogen         | Niederbayern     | - ohne das eingegliederte Gebiet der ehemaligen Gemeinde Gaishausen - |
| Mönchberg               | Miltenberg              | Unterfranken     | Gebiet der ehemaligen Gemeinde Mönchberg |
| Murnau am Staffelsee    | Garmisch-Partenkirchen  | Oberbayern       | Murnau a.Staffelsee, Hermannswiese, Murnau-Westried, Ramsach, Hechendorf und Weindorf sowie das Gebiet der sog. Barbarasiedlung |
| Nesselwang              | Ostallgäu               | Schwaben         | |
| Nonnenhorn              | Lindau (Bodensee)       | Schwaben         | |
| Oberammergau            | Garmisch-Partenkirchen  | Oberbayern       | |
| Oberaudorf              | Rosenheim               | Oberbayern       | |
| Obermaiselstein         | Oberallgäu              | Schwaben         | |
| Obernzell               | Passau                  | Niederbayern     | Gemeindeteile Edlhof, Erlau und Holzschleife der ehemaligen Gemeinde Kellberg |
| Oberreute               | Lindau (Bodensee)       | Schwaben         | |
| Oberstdorf              | Oberallgäu              | Schwaben         | Tiefenbach b. Oberstdorf, Bachtel, Büchele, Dorf, Ebnath, Ferlewang, Greith, Gsessel, Hinterenge, Hochstatt, Hüttenbühl, Kapf, Lochwiesen, Mittwänden, Oib, Räppele, Reine, Rohrmoos, Schwande, Viehweide, Wasach, Weidach, Winkel, Schöllang, Gaisalpe, Reichenbach b. Oberstdorf, Rubi |
| Ostheim vor der Rhön    | Rhön-Grabfeld           | Unterfranken     | Ostheim v.d.Rhön, Johannismühle, Kupfermühle, Lichtenburg, Lohmühle, Scheermühle, Walkmühle |
| Oy-Mittelberg           | Oberallgäu              | Schwaben         | Oy, Mittelberg, Bachtal, Bichel, Faistenoy, Guggemoos, Haag, Haslach, Hinterschwarzenberg, Kressen, Maria-Rain, Multen, Oberschwarzenberg, Oberzollhaus, Ochsenhof, Rainen, Schmalzhansenstein, Stich, Suitermühle, Unterschwarzenberg, Wasenmühle, Wertachmühle |
| Pappenheim              | Weißenburg-Gunzenhausen | Mittelfranken    | Pappenheim, Grafenmühle, Niederpappenheim und Papiermühle |
| Pfronten                | Ostallgäu               | Schwaben         | |
| Piding                  | Berchtesgadener Land    | Oberbayern       | ohne Kleinhögl |
| Pottenstein             | Bayreuth                | Oberfranken      | Pottenstein, Kirchenbirkig, Tüchersfeld und Haselbrunn |
| Prien am Chiemsee       | Rosenheim               | Oberbayern       | - ohne die eingegliederten Gebiete der ehemaligen Gemeinde Wildenwart und den Gemeindeteil Vachendorf - |
| Regen                   | Regen                   | Niederbayern     | |
| Reit im Winkl           | Traunstein              | Oberbayern       | |
| Riedenburg              | Kelheim                 | Niederbayern     | Riedenburg, Aicholding, Gleislhof, Grub, Lintlhof, Neuenkehrsdorf |
| Rimsting                | Rosenheim               | Oberbayern       | Rimsting, Aiterbach, Am Fürsaum, Bach, Berg, Buchberg, Burgersdorf, Dirnsberg, Eßbaum, Finsterleiten, Fürst, Gänsbach, Garnpoint, Gattern, Geigereck, Greimharting, Grub, Guggenbichl, Haimling, Huben, Hochstätt, Hörzing, Kalkgrub, Kaps, Krinning, Oberhamberg, Öd, Osterhofen, Otterkring, Pinswang, Point, Sankt Salvator, Schafwaschen, Schering, Stetten, Unterhamberg, Weiher, Weingarten, Wensing, Westernach, Zacking, Gmein, Hergottswinkel, Hitzing, Hocheck, Hötzelsberg, Kindlpoint, Ratzing, Sieglweiher |
| Ruhpolding              | Traunstein              | Oberbayern       | |
| Sankt Englmar           | Straubing-Bogen         | Niederbayern     | |
| Schleching              | Traunstein              | Oberbayern       | |
| Schliersee              | Miesbach                | Oberbayern       | |
| Schönberg               | Freyung-Grafenau        | Niederbayern     | - ausgenommen die Gemeindeteile der ehemaligen Gemeinden Eberhardsreuth, Hartmannsreit und Kirchberg - |
| Schondorf am Ammersee   | Landsberg am Lech       | Oberbayern       | |
| Seeg                    | Ostallgäu               | Schwaben         | Seeg, Albatsried, Beichelstein, Biedings, Brandstatt, Buchach, Burk, Engelbolz, Goimenen, Greit, Gsöllen, Hack, Hebern, Hitzleried, Hochstraß, Hörmatzen, Kirchthal, Laich, Langegg, Lobach, Lobacherviehweide, Obermühle, Ried, Riedegg, Roßfallen, Schnarren, Seeweiler, Senkele, Sulzberg, Unterhalden, Wiesleuten, Felben und Zeil |
| Seeon-Seebruck          | Traunstein              | Oberbayern       | Gebiet der ehemaligen Gemeinde Seebruck |
| Siegsdorf               | Traunstein              | Oberbayern       | Gebiet der früheren Gemeinde Siegsdorf; eingemeindete Gebiete der ehemaligen Gemeinden Hammer, Haslach und Hochberg |
| Sonthofen               | Oberallgäu              | Schwaben         | |
| Thurmansbang            | Freyung-Grafenau        | Niederbayern     | Thurmansbang, Altfaltern, Edlau, Eggenreuth, Erlau, Gingharting, Gschwendt, Haidreuth, Haundorf, Kneisting, Kritzenberg, Lindau, Loderhof, Lohaus, Oisching, Rabenstein, Rottaumühle, Schadham, Schlinding, Selinghof, Stieglreuth, Stockwiesreuth, Thannberg, Traxenberg und Wiesen |
| Thyrnau                 | Passau                  | Niederbayern     | Gebiet der ehemaligen Gemeinde Kellberg |
| Übersee                 | Traunstein              | Oberbayern       | |
| Unterwössen             | Traunstein              | Oberbayern       | |
| Utting am Ammersee      | Landsberg am Lech       | Oberbayern       | Utting am Ammersee |
| Viechtach               | Regen                   | Niederbayern     | Viechtach, Riedmühle, Rugenhof, Rugenmühle, das Gebiet der ehemaligen Gemeinden Schlatzendorf und Blossersberg ohne Pirka |
| Waging am See           | Traunstein              | Oberbayern       | |
| Waischenfeld            | Bayreuth                | Oberfranken      | Waischenfeld, Doos, Gutenbiegen, Hammermühle, Pulvermühle, Heroldsberg, Köttweinsdorf, Nankendorf, Saugendorf, Zeubach, Rabeneck, Schlößlein, Eichenbirkig, Gösseldorf, Hannberg, Hubenberg, Langenloh, Sauerhof und Schönhof |
| Waldkirchen             | Freyung-Grafenau        | Niederbayern     | Waldkirchen, Geiermühle, Neidlingerberg - Weiler -, Oberfrauenwald, Saußmühle, Schauerbach, Dickenbüchel, Ratzing, Erlauzwiesel, Dorn, Frischeck, Oberndorf, Reutmühle, Rohrwies, Weid, Zimmermandling, Schiefweg, Hauzenberg, Manzing, Mitterleinbach, Oberleinbach, Pfeffermühle, Pollmannsdorf, Richardsreuth, Stattlmühle, Sickling, Traxing, Unterhöhenstetten, Bernhardsberg, Breinhof, Gaisberg, Holzfreyung, Kühn, Neidlingerberg, Oberhöhenstetten, Ödhof, Saßbach, Saßbachmühle, Stocking und Unholdenberg    |
| Waldmünchen             | Cham                    | Oberpfalz        | |
| Warmensteinach          | Bayreuth                | Oberfranken      | |
| Wasserburg (Bodensee)   | Lindau (Bodensee)       | Schwaben         | |
| Weiler-Simmerberg       | Lindau (Bodensee)       | Schwaben         | |
| Weitnau                 | Oberallgäu              | Schwaben         | ausgenommen Ortsteil Sibratshofen |
| Wertach                 | Oberallgäu              | Schwaben         | |
| Wiesenttal              | Forchheim               | Oberfranken      | Muggendorf, Streitberg, Haag, Wöhr |
| Wirsberg                | Kulmbach                | Oberfranken      | Wirsberg und Sessenreuth |
| Zwiesel                 | Regen                   | Niederbayern     | Gebiet der ehemaligen Stadt Zwiesel |

## Quelle
- Bayerisches Staatsministerium des Innern, für Sport und Integration (Hrsg.): Amtliches Verzeichnis der anerkannten Kurorte, Luftkurorte und Erholungsorte in Bayern. 26. Januar 2021 (PDF).